# Constant cònica

Una il·lustració de diverses constants còniques

En geometria, la constant cònica (o constant de Schwarzschild, per Karl Schwarzschild) és un paràmetre que descriu les seccions còniques, i es representa amb la lletra K. Amb K negativa, ve donada per:
{\displaystyle K=-e^{2},}
on e és l'excentricitat de la secció cònica.
L'equació de la secció cònica amb àpex en l'origen i tangent a l'eix y és:
{\displaystyle y^{2}-2Rx+(K+1)x^{2}=0}
on K és la constant cònica i R és el radi de curvatura a x=0.
Aquest formulació s'utilitza en òptica geomètrica per especificar les lents el·líptiques oblades (K > 0), les esfèriques (K = 0), les el·líptiques prolades (0 > K > −1), les parabòliques (K = −1) i les hiperbòliques (K < −1). Quan l'aproximació paraxial és vàlida, la superfície òptica es pot tractar com una superfície esfèrica amb el mateix radi.
Algunes referències de disseny no òptic usen la lletra p com a constanc cònica. En aquests casos, p = K + 1.